# Anisorus brunnescens
Anisorus brunnescens är en skalbaggsart som beskrevs av Holzschuh 1991. Anisorus brunnescens ingår i släktet Anisorus och familjen långhorningar. Inga underarter finns listade i Catalogue of Life.